# Сакаи, Стэн
Стэн Сакаи (англ. Stan Sakai; род. 25 мая 1953) — американский автор комиксов японского происхождения, наиболее известный как создатель серии Usagi Yojimbo.
Является лауреатам таких премий как Parents' Choice Award, Inkpot Award, Eisner Award, Haxtur Award, Harvey Award, Inkwell Awards.
В 2020 году стало известно, что Сакаи будет исполнительным продюсером мультсериала на Netflix, основанного на его комиксах.